# Maurício Grotto de Camargo
Dom Maurício Grotto de Camargo (Presidente Prudente, 26 de setembro de 1957) é um bispo católico brasileiro, atual arcebispo de Botucatu.

## Biografia
Nasceu em Presidente Prudente, Estado de São Paulo, filho de Maria Grotto de Camargo e Orlando Lemes de Camargo (†7 de dezembro de 2014)
Aos doze anos, foi admitido no Seminário Nossa Senhora Mãe da Igreja da Diocese de Presidente Prudente, onde cursou o ginásio, o colegial e a Filosofia. Cursou Teologia no Instituto Paulo VI em Londrina, Paraná.

### Presbiterado
Depois de ter recebido os Ministérios de Leitor e Acólito, foi ordenado diácono aos 20 de janeiro de 1980 e sacerdote aos 11 de abril de 1981. As cerimônias foram realizadas na Catedral de São Sebastião, ambas por imposição das mãos de Dom Antônio Agostinho Marochi, então bispo diocesano de Presidente Prudente. Logo após sua ordenação, foi designado para ser vigário cooperador da Paróquia Santa Rita de Cássia, coordenador diocesano de pastoral e chanceler da Cúria de Presidente Prudente.
Em 1982, foi nomeado administrador da Paróquia São José de Álvares Machado, cargo que ocupou até 1986. Em 1987, foi designado diretor espiritual do Seminário Filosófico Provincial Sagrado Coração de Jesus, em Marília. Assumiu a reitoria do dito seminário entre 1991 e 1992, e, novamente, de 1997 a 1999. Nesse ínterim, foi vigário da Paróquia Nossa Senhora Aparecida em Regente Feijó, entre 1988 e 1990, e administrador da Paróquia Nossa Senhora dos Navegantes de Rosana, de 1993 a 1996.
Em novembro de 1999, tornou-se subsecretário de pastoral da Conferência Nacional dos Bispos do Brasil (CNBB), em Brasília. Em março do ano seguinte, ascendeu ao cargo de subsecretário geral da dita instituição.

### Episcopado
Em 3 de maio de 2000, o Papa João Paulo II nomeou o padre Maurício bispo-coadjutor da Diocese de Assis. Sua ordenação episcopal ocorreu em 30 de julho seguinte, no Ginásio Municipal de Esportes de Presidente Prudente, sendo o sagrante Dom Agostinho Marochi, com auxílio de Dom Antônio de Souza, CSS, titular da Diocese de Assis, e Dom Antônio Maria Mucciolo, arcebispo-emérito da Arquidiocese de Botucatu.
Em 17 de setembro de 2003, foi nomeado administrador apostólico da Diocese de Araçatuba, vaga com a renúncia de Dom José Carlos Castanho de Almeida. Desempenhou esta função até 24 de maio seguinte, quando foi designado um novo bispo. Cinco meses depois, com a renúncia de Dom Antônio de Souza por questão de idade, D. Maurício o sucedeu à frente da Diocese de Assis.
Em 19 de novembro de 2008, o Papa Bento XVI nomeou-o arcebispo de Botucatu, assumindo o cargo em 15 de fevereiro de 2009.

#### Ordenações episcopais
Dom Maurício foi o ordenante episcopal principal de:
Dom Otacílio Luziano da Silva (2009)
E também foi o co-ordenante episcopal de:
Dom Carlos José de Oliveira (2019)